# Vegemite

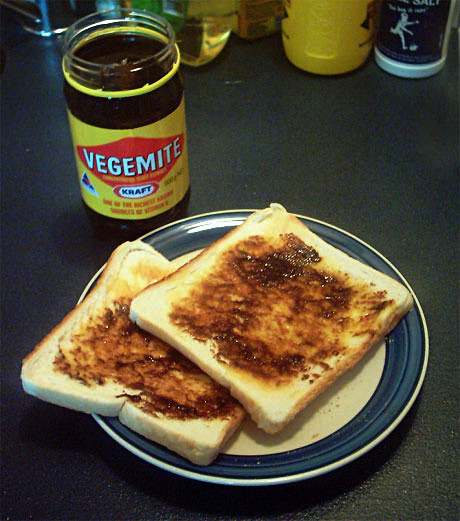
Vegemite na tostach

Vegemite – pasta zrobiona z wyciągu z drożdży z warzywami i przyprawami, popularna w Australii i Nowej Zelandii. Używana jest do smarowania kanapek i tostów, czasem również do gotowania.
Marka Vegemite należała do stycznia 2017 do firmy Kraft Foods.